# Тримата мускетари
Вижте пояснителната страница за други значения на Тримата мускетари.
„Тримата мускетари“ (на френски: Les trois mousquetaires) е роман на френския писател Александър Дюма - баща. Разказва за приключенията на млад гасконски благородник, наречен д'Артанян, напуснал дома си, за да стане мускетар. Д'Артанян не се включва в броя на мускетарите от заглавието на романа. Тримата мускетари са неговите приятели Атос, Портос и Арамис – неразделни другари, чието мото е „Един за всички, всички за един“.
Историята за д'Артанян е продължена в другите романи от трилогията – „Двадесет години по-късно“ и „Виконт дьо Бражелон“.
Първоначално „Тримата мускетари“ е публикуван като сериал от списание Le Siècle в периода март – юли 1844 година. Дюма твърди, че романът се основава на ръкописи, които той е намерил в Националната библиотека на Франция. По-късно се доказва, че Дюма базира своето произведение на книгата „Спомените на господин д'Артанян, капитан-лейтенант на ротата на кралските мускетари“, написана от Гатен дьо Куртил дьо Сандра (Кьолн, 1700). Дюма заема книгата от марсилската градска библиотека.

## Сюжет
През 1625 г. бедният благородник д'Артанян напуска семейството си в провинция Гаскония, за да стане кралски мускетар в Париж. В Тарб до Мьон той е пребит и ограбен от непознат благородник, който е забелязан от младежа да говори с красива дама, наречена милейди. В Париж пострадалият отива в дома на капитана на мускетарите г-н дьо Тревил, който обещава на момчето, че ще съдейства да влезе в Кралската академия. Неочаквано д'Артанян хуква навън, видял своя грабител. По пътя се сблъсква случайно с мускетарите Атос, Портос и Арамис, като с всеки от тях си урежда дуел. Двубоят е провален от гвардейците на кардинала. Между двете групи започва битка, в която победители излизат кралските мускетари и д'Артанян.
Слухът за подвизите на четиримата стига до крал Луи XIII и той поисква да се срещне със славните воини. Преди срещата с краля, д'Артанян предизвиква още една вражда между кралските мускетари и гвардейците, в която едва не изгаря дома на г-н дьо ла Тремуй. Този път кралят е бесен, но дьо Тревил оневинява своите мускетари и владетелят връчва на д'Артанян парична награда. През следващите месеци между четиримата започва неразделно приятелство. Д'Артанян е приет за кадет в гвардейската рота на г-н де-з-Есер. Междувременно парите свършват и мускетарите изпадат в затруднения.
Една вечер при д'Артанян идва за помощ хазяина на неговата квартира, г-н Бонасийо, чиято съпруга Констанс, работеща като прислужница за Ана Австрийска, е била отвлечена. Набеден за отвличането е благородникът от Мьон. Зад привидно обикновеното престъпление обаче се крие любовната интрига между Бъкингамския дук и кралицата. Хазяинът е отведен от хора на кардинала в Бастилията, а избягалата от плен г-жа Бонасьо е спасена от д'Артанян. Дръзкият спасител веднага се влюбва в младата дама и ѝ помага в тайната среща между дука и кралицата. Ана Австрийска подарява на своя ухажор своята огърлица за спомен.
По-нататък версията на Дюма обхваща приключенията на д'Артанян и неговите приятели от до 1628 година и обсадата на Ла Рошел.

## Персонажи

### Д'Артанян и тримата мускетари
- д'Артанян – осемнайсетгодишен гасконец, главен персонаж в историята. Дръзко и смело момче, нечувано ловък с шпагата за възрастта си. Набит и дребен юноша с мургаво лице. Раздразнителен и горд, винаги готов да защити честта си.
- Атос – верен и благороден мускетар с красива външност. Арамис позволява да бъде поучаван само от него.
- Портос – шумен и груб мускетар, който се слави със своя весел нрав и дразнеща суетност. Портос винаги се старае да се отличава от другите с облеклото си. Харесва му да се хвали с многото си любовни похождения. Безкрайно разговорлив и склонен да клюкарства. Притежава висок ръст и е леко пълна фигура. Лицето му излъчва надменност.
- Арамис – 22 – 23-годишен мъж, който, по собствените му думи, временно е мускетар, преди да стъпи в служба като абат. красив младеж с наивно и миловидно лице, черни и кротки очи и тънки мустачета. Има плавни и изискани маниери. Не обича да говори много, но не е необщителен. Суетен към външността си. Изкарва се пред другите духовен, но е забелязван в компанията на много жени.

### Второстепенни персонжи
- Милейди де Уинтър – жена на 20 – 22 години, изключително красива с бледа кожа, руси къдрави коси и големи сини очи.
- Граф дьо Рошфорд – 40 – 45-годишен благородник, верен слуга на кардинал Ришельо. Високомерен и груб, склонен да действа подмолно и нечестно. Има сурово изражение на лицето. Носи черни, грижливо поддържани мустаци. Облича се във виолетови дрехи.
- Констанс Бонасьо – прислужница на кралицата Ана Австрийска и нейна вярна помощница в любовната ѝ авантюра с Бъкингамския дук. Женена за г-н Бонасьо. Д'Артанян моментално се влюбва в нея.
- Г-н Бонасьо – страхлив и малодушен човек, хазяин на Д'Артанян. Той е съпруг на Констанс, но не таи особена привързаност към нея.

### Исторически личности
- Луи XIII – крал на Франция и наследник на Анри IV, към чиято памет се отнася с голямо уважение. В романа на Дюма владетелят е описан като слаб и неуверен, намиращ се под силното влияние и зависимост на кардинал Ришельо. Егоистичен и неискрен към обкръжаващите го хора. Таи голямо уважение към граф дьо Тревил, чийто баща е бил верен служител на предишния крал.
- Граф дьо Тревил – капитан на мускетарите, който произхожда от беден благороден род от Гаскония. Верен на своя господар Луи XIII, към когото постъпва с нужното внимание, взимайки предвид неговите слабости. Умел интригант, Тревил често измъква своите мускетари от гнева на краля и кардинала. Ползва се с голямо уважение и възхищение сред мускетарите, които непрекъснато се навъртат в дома на улица „Стария гълъбарник“. Известен е с многото си завоевания от женски пол.
- Кардинал Ришельо – съветник на Луи XIII и пръв министър на Франция. Лукав и интригант. Сдобива се със своя собствена гвардия, за да съперничи на мощта на краля. Подиграван и мразен от кралската гвардия. Мадам д’Егийон е спрягана за негова любовница.
- Ана Австрийска – съпруга на краля и любовница на Бъкингамския дук.
- Джордж Вилиърс – безразсъден любовник на кралицата.

### Слуги на мускетарите
- Планше – слуга на д'Артанян.
- Гримо – слуга на Атос.
- Мускетон – слуга на Портос.
- Базен – слуга на Арамис.

### Епизодични персонажи
- Г-н дьо ла Тремуй – благородник, който е на страната на кардинал Ришельо.
- Бернажу – гвардеец на кардинала, славещ се с бойните си умения.
- Г-н дьо Жюсак – предводител на гвардейците на кардинала. Убит е от д'Артанян.
- Каюзак – гвардеец, любимец на кардинала.
- Бикара – гвардеец, измъкващ се единствено мъртъв от двубой.

## Издания на български език
- 1955; София. Изд: „Народна младеж“. Биб: „Пътешествия и приключения“, №1.[1]
- 1983; Издателство: ЦК на ДКМС „Народна младеж“, София; „Тримата мускетари“; Редактор: Людмила Херманджиева; Твърди корици; Стр. 736 (роман от 9 до 721); Формат: 1/16 60/90
- 1997; Издателска къща „Хермес“, Пловдив; „Тримата мускетари“ (Адаптирано издание за деца); Серия „Златно перо“ (№5 по ред на издаванията); Преводач: Светозар Златаров; Художествено оформление и илюстрации: Борис Стоилов; Меки корици; Стр. 100; ISBN 954-459-366-7
- 2005; Издателска къща „Пан '96“, София; „Тримата мускетари“; Поредица „Вечни детски романи“ №96; Меки корици; Стр. 449; ISBN 954-657-105-9
- 2024: Издателство „ИнфоДар“, София; „Тримата мускетари“, под редакцията на Боряна Даракчиева; Поредица „Световна класика“; Твърди корици; ISBN 978-619-244-107-4